# Asahi Glass
Pour les articles homonymes, voir AGC.
Asahi Glass Co., Ltd. ou AGC (旭硝子株式会社, Asahi Garasu Kabushiki-gaisha) (TSE : 5201) est une entreprise japonaise active dans l'industrie du verre (Dragontrail). Elle fait partie de l'indice TOPIX 100.

## Historique
Asahi Glass est fondée en 1907.
En décembre 2016, Asahi Glass annonce l'acquisition d'une participation de 59 % dans Vinythai, une entreprise thaïlandaise spécialisée dans les matériaux de construction et dans l'enduction, à Solvay pour 291 millions de dollars.

## AGC Glass Europe
La branche européenne du groupe japonais AGC est AGC Glass Europe, basé à Louvain-la-Neuve en Belgique.